# الرمية الملتهبة
الرمية الملتهبة (باليابانية: 炎の闘球児 ドッジ弾平) هو مسلسل أنمي أو رسوم متحركة مكون من 47 حلقة، أنتج في اليابان عام 1991 وعرض لأول مرة بين 14 أكتوبر 1991 و21 سبتمبر 1992. دبلج من قبل مركز الزهرة في التسعينات للعربية.
المسلسل هو في الأصل سلسلة مانغا رياضية عن رياضة كرة اليد نشرت بين عامي 1989 و1995. تم ترجمة ونشر بعض أعداد النسخة الورقية للعربية ونشرها في الخليج مطلع التسعينات.
تتحدث القصة عن رحلة سامي على درب أبيه البطل الراحل رعد الذي وصاياه معه في ممارسة رياضة كرة اليد الخارقة. كان الجميع يسخر منه في البداية لقصر قامته لكن في الملعب يصبر لاعبا صنديدا عالي الأخلاق الرياضية. يكتشف سامي تدريجيا في نفسه مهارة كانت لأبيه تسمى بالرمية الملتهبة وأثناء محاولته لتنفيذها يلتقي بخصوم وأصدقاء جدد.

## الشخصيات
- سامي رعد : الشخصية الرئيسية والبطل في الإنمي هو ابن البطل رعد صاحب الرمية الملتهبة وأحد أعضاء فريق الشعلة الأسطوري وهو شخصية مرحة صاحب مزاج متقلب ولا يقبل أن يدعوه أحد بالقصير أو الضعيف وحلمه أن يصبح الأفضل مثل أبيه وهو صاحب إرادة قوية وعزيمة صلبة لا يتراجع عن كلامه ويفعل المستحيل لمساعدة الآخرين ودائما ما يسخر من أصدقاءه لكنه في الجانب الآخر فتى قوي ولا يستسلم أبدا يحب تحدي الأقوياء.
- صفوان :و هو ابن خالة سامي يظهر كشخص جبان وضعيف مرح قليلا لكنه شجاع ودائما ما يقف بجانب سامي في المحن وهو صديقه المقرب جدا يدرس معه في نفس القسم ليست لديه مهارة كبيرة في رياضة كرة اليد الخارقة غالبا ما يكون العضو البديل لكنه أيضا طرف مهم في تنفيذ بعض الرميات
- ميسون :و هي شقيقة صفوان تبدو كفتاة لطيفة لكنها شرسة وعصبية غير إنها من أكثر الأشخاص الذين يفكرون في مصلحة الفريق كانت في البداية مشجعة الفريق وفيما بعد أصبحت الرئيسة دائما ما ترافق سامي والفريق
- وائل :أول منافس لسامي وهو فتى غني وقد كان أبوه صديق مقرب لرعد قائد فريق الخمائل فتى قوي لا يتهاون مع خصمه في الملعب وهو طيب ولطيف من الأصدقاء المقربين إلى سامي فهو دائما كان من يساعده للخروج من محنه وقد سافر إلى الخارج حينها انفصل عن فريقه وكون فريقا جديدا يضم مجموعة من اللاعبين الأجانب وقد دخل في منافسة البلاد للفرق من أجل تحدي سامي لكنه خسر
- راجح : قائد فريق القوة الضاربة وهو من أقوى الفرق على الإطلاق وهو من تلاميذ حازم الخصم اللدود لرعد لكنه مات أمام أعين تلاميذه بسبب مرض عضال مما ترك حزنا في قلب راجح وقد قرر أن يسير على خطاه راجح شاب قوي وهو مرح لكنه حازم بتدريب فريقه لكنه طيب وشجاع و هو من ألد الخصوم لسامي فقد هزمه مرة وقد أنقذه كذلك حين كاد سامي أن يتأذى أثناء هروبه من المستشفى ودائما ما كان يستفز سامي ونشأت بينهما خصومة ولكن بعد البطولة أصبحا صديقين مقربين وأثبت إخلاصه حين حمى سامي من رمية وائل الجديدة ويعتبر ثلث أقوى شخصية في الإنمي
- فريق البراعم : و هو الفريق الذي ينتمي إليه سامي والذي حصل على لقب البطولة بفضل سامي ويتكون من القائد زياد وعمار و بشار وبسام و هم الأعضاء الجدد
- مجدي : قائد فريق قوي وهو فتى قوي يملك ماض حزين فقد تعرض لحادث ماتت فيه أمه وأصيب في عينيه وظن أن أبيه السبب فأصبح شرير وقاسي القلب لكن بعد مبارته ضد سامي عرف الحقيقة يملك ببغاء كان السبب في تعرفه لسامي
- حمدي : زميل مجدي في الفريق وهو شاب ضخم البنية وقوي و يعتبر اليد اليمنى لمجدي وهو شخص منطوي ولا يتحدث كثيرا وملامحه المخيفة تدل على القوة

في النهاية استطاع سامي إتقان الرمية الملتهبة وكسب أصدقاء كثيرون وحمل لقب أفوى فريق في البلاد بعد أن تجاوز مرحلة صعبة فالرمية الملتهبة مهارة غاية في الخطورة تستهلك كل طاقة من ينفذها وتجعل جسده في حالة الخطر لكن بفضل إصرار سامي نجح رغم أنه نفذها أكثر من مرة في مباراة واحدة وحين سقط مغمى عليه حمله وائل متوجها إلى الجمهور وهكذا استطاع سامي تحقيق حلمه

## الممثلون
- بثينة شيا - (سامي)
- فاطمة سعد - (وائل)
- يحيى الكفري - (راجح)
- مأمون الرفاعي - (الجد الراوي)
- أيمن السالك - (زياد)
- مجد ظاظا - (صفوان)
- جمال نصار - (المدير)
- بثينة معماري - (ميسون)
- رأفت بازو - (كمال)

## وصلات خارجية
- الرمية الملتهبة على موقع ANN anime (الإنجليزية)